# レネ・ピーヒュレク
レネ・ピーヒュレク（ドイツ語: Rene Piechulek、1987年4月24日 - ）とはドイツの騎手である。

## 経歴
2004年にドイツ騎手免許を取得。
2021年にトルカータータッソ騎乗で凱旋門賞を勝利した。この時使用した鞍は親友で、前年に騎手を引退したフィリップ・ミナリクから譲られた日本製のものであった。
2024年に短期騎手免許制度を利用し騎手として初来日。免許期間は1月6日から3月3日までの間で、身元引受調教師は栗田徹、契約馬主はシルクレーシング。1月14日に中山競馬場12Rをロゼルで1着となり、32戦目にしてJRA初勝利を挙げた。2月4日に行われたきさらぎ賞をビザンチンドリームで勝ちJRA重賞初制覇を飾った。2月16日にJRAより短期免許を一身上の都合を理由として本人の申請により、2月18日付で取り消すと発表した。

## 主な勝鞍

### ドイツ
- オイロパ賞 - India (2023年)
- ダルマイヤー大賞 - Sammarco (2022年)
- ドイチェスダービー - Fantastic Moon (2023年)
- ハンザ賞 - Torquartor Tasso (2021年)
- バーデン大賞 - Torquartor Tasso (2021年)、Mendocino (2022年)、Fantastic Moon（2024年）

### フランス
- 凱旋門賞 - Torquartor Tasso (2021年)

### 日本
- きさらぎ賞 - ビザンチンドリーム（2024年）